# Ribeirão Grande (vattendrag i Brasilien, São Paulo, lat -22,25, long -48,83)
Ribeirão Grande är ett vattendrag i Brasilien.   Det ligger i delstaten São Paulo, i den södra delen av landet, 700 km söder om huvudstaden Brasília.
Trakten runt Ribeirão Grande består till största delen av jordbruksmark. Runt Ribeirão Grande är det ganska tätbefolkat, med 80 invånare per kvadratkilometer.